# Federação Moçambicana de Basquetebol
A Federação Moambicana de Basquetebol (abreviatura FMB) é a organização reguladora nacional do basquetebol em Moçambique. Tem a sua sede na capital Maputo.

## História
A associação foi fundada após a independência da ex-colônia portuguesa de Moçambique em 1975. A associação mundial FIBA assumiu a associação moçambicana em 1978.

## Atividade
O FMB envia as seleções de Moçambique para competições internacionais. Até ao momento, a selecção nacional masculina de basquetebol moçambicana nunca se classificou nem para os Jogos Olímpicos nem para o Campeonato do Mundo.
Moçambique consegue qualificar-se frequentemente para o Campeonato Africano. O quinto lugar em 1983 pode ser considerado o melhor resultado de uma seleção masculina FMB. A seleção feminina sempre teve mais sucesso e já conquistou vários segundos lugares (1986, 2003, 2013) e terceiros lugares (1990, 1993, 2005).
O FMB participa no concurso de equipas Supertaça Luso-Angolana e organiza também a participação de selecções moçambicanas nos Jogos da Lusofonia.
A FMB já organizou vários torneios internacionais para Moçambique, incluindo o Campeonato Africano de Basquetebol Feminino em 1986 e o Campeonato Africano Feminino de Basquetebol em 2003.